# Tadeusz Głąb
Tadeusz Głąb (ur. 15 kwietnia 1907 w Dąbrowie Górniczej, zm. ?) – polski działacz państwowy i urzędnik samorządowy, w latach 1947–1949 prezydent Będzina.

## Życiorys
W latach 1930–1931 odbył kursy handlowe u T. Rokowskiego i K. Stattlera w Będzinie. Od 1931 był urzędnikiem samorządowym w Dąbrowie Górniczej. W okresie okupacji pracował jako urzędnik i robotnik w Hucie Bankowej w tym mieście. Od 1943 działał w Sekcji Propagandy i Sabotażu Armii Ludowej. W latach 1947–1949 pełnił funkcję prezydenta Będzina.

## Odznaczenia
Odznaczony Medalem Zwycięstwa i Wolności 1945, Srebrnym Krzyżem Zasługi.